# بنة الأسلمية
بنة بنت عياض بن الحسين الأسلمية امرأة فاضلة روت عنها أختها قسيمة بنت عياض.